# Downing (Missouri)
Downing és una població dels Estats Units a l'estat de Missouri. Segons el cens del 2000 tenia 396 habitants.

## Demografia
Segons el cens del 2000, Downing tenia 396 habitants, 176 habitatges, i 99 famílies. La densitat de població era de 228,2 habitants per km².
Dels 176 habitatges en un 26,7% hi vivien nens de menys de 18 anys, en un 48,3% hi vivien parelles casades, en un 6,3% dones solteres, i en un 43,2% no eren unitats familiars. En el 39,2% dels habitatges hi vivien persones soles el 21% de les quals corresponia a persones de 65 anys o més que vivien soles. El nombre mitjà de persones vivint en cada habitatge era de 2,25 i el nombre mitjà de persones que vivien en cada família era de 3,03.
Per edats la població es repartia de la següent manera: un 25,8% tenia menys de 18 anys, un 7,8% entre 18 i 24, un 24,2% entre 25 i 44, un 21,5% de 45 a 60 i un 20,7% 65 anys o més.
L'edat mediana era de 38 anys. Per cada 100 dones de 18 o més anys hi havia 79,3 homes.
La renda mediana per habitatge era de 18.864 $ i la renda mediana per família de 26.875 $. Els homes tenien una renda mediana de 25.000 $ mentre que les dones 13.750 $. La renda per capita de la població era de 12.626 $. Entorn del 19,8% de les famílies i el 18,9% de la població estaven per davall del llindar de pobresa.

## Poblacions més properes
El següent diagrama mostra les poblacions més properes.